# Trisse Gejl
Trisse Gejl (født 20. januar 1968 i Aarhus) er en dansk forfatter, der i 1995 debuterede med romanen Hvor mælkebøtter gror.
I 1986 blev hun student fra Marselisborg Gymnasium og senere cand.mag. i Æstetik og Kultur fra Aarhus Universitet i 1999. Året efter blev hun redaktør af Dansk Forfatterforenings blad Forfatteren, har siden været husforfatter på Bruun Rasmussen Kunstauktioner og underviser i dag på faget Skrivekunst på Syddansk Universitet.
Hun debuterede som teatermanuskriptforfatter i 2003 med teaterstykket Æblefugl og En lille én tre år senere. I 2014 som lyriker med 7 vuggeviser for voksne, en litterær klassisk koncert.
Udover Statens Kunstfonds tre-årige arbejdslegat i 2002 er hun af Kunstrådet blevet tildelt en række arbejdslegater.
Da hun i 2002 blev interviewet til Litteratursiden.dk, svarede hun således på et spørgsmål om der er "rød tråd" i hendes forfatterskab: "Hvis man kan tale om en tråd er den næppe rød. Jeg er startet i det noget selvbiografiske og har bevæget mig længere og længere ind i fiktionen, hvor jeg er i stand til mere med mine figurer. Mit ønske er dog at bevare den autentiske tone, den direkthed jeg forbinder med selvbiografien, og jeg er fascineret af løgnen og selvbedraget, der også er indbygget i - vel næsten en forudsætning for – enhver selvbiografi."
I 2006 fik Trisse Gejl sit gennembrud med romanen Patriarken, der blev oversat og nomineret til DR's romanpris samt Weekendavisens Litteraturpris. I 2011 udkom Siden blev det for pænt, nomineret til Romanprisen og i 2016 udkom hendes ottende roman Ulvekvinten, der blev nomineret til Blixenprisen.

## Værker
- Hvor mælkebøtter gror (roman, 1995)
- Spradefuglen (roman, 1998)
- Hikuins kam (1999) – novelle i Godnathistorier : syv originale godnathistorier til det 20. århundrede
- Bombayblues (roman, 2000)
- Stilleben (roman, 2002)
- Æblefugl : en sårbar komedie (teater, 2004)
- En lille én (teater, 2006)
- Patriarken (roman, 2006)
- Skjul (roman, 2008)
- Siden blev det for pænt (roman, 2011)
- 7 vuggeviser for voksne (lyrikoncert, 2013)
- Ulvekvinten (roman, 2016)
- De unævnelige (roman, 2023)

## Priser og legater
- Albert Dams Mindepris (2010)
- Arbejdslegat (100.000) fra Kunstrådets 10 mio pulje. (2005 og 2006)
- Statens Kunstfonds tre-årige arbejdsstipendium. (2002)
- Arbejdslegat til Klitgården (Kunstrådet) (2001)